# Luis Vassini
Luis Vassini (Buenos Aires, Argentina; 29 de octubre de 1910) fue un exfutbolista argentino que se desempeñaba como defensor.

## Clubes
| Club               | País      | Año         |
| ------------------ | --------- | ----------- |
| Argentinos Juniors | Argentina | 1929 - 1935 |
| River Plate        | Argentina | 1935 - 1940 |